# Southland (Texas)
Southland è una comunità non incorporata degli Stati Uniti d'America della contea di Garza nello Stato del Texas.